# Porte Cailhau
De Porte Cailhau is een stadspoort in de Franse stad Bordeaux. Ze wordt ook Porte du Palais genoemd en werd opgetrokken in de 15de eeuw. Oorspronkelijk maakte de Porte Cailhau deel uit van de stadsomwalling. Het gebouw staat aan de Place du Palais en bevat gotische en renaissance-elementen.